# سیارک ۴۸۶۹
سیارک ۴۸۶۹ (به انگلیسی: 4869 Piotrovsky، نامگذاری:1989UE8) چهار هزار و هشتصد و شصت و نهمین سیارک کشف شده‌است که در ۲۶ اکتبر ۱۹۸۹ کشف شد.
قدر مطلق سیارک برابر ۱۳٫۳۰ است.